# Макаров, Анатолий Петрович (хоккеист)
Анатолий Петрович Макаров (род. 20 марта 1940) — советский хоккеист, нападающий.

## Биография
Воспитанник электростальского хоккея. Выступал за команды «Авангард» Электросталь (1958/59, 1961/62 — 1963/64), МВО / СКА Калинин (1959/60 — 1960/61), «Электросталь» (1961/62), ДК имени Карла Маркса-2 (1961/62), «Химик» Рязань (1964/65).
В классе «А» провёл три сезона (1959/60 — 1961/62).